# Rupit
|  | Per a altres significats, vegeu «Pit-roig». |

Rupit és una vila del terme de Rupit i Pruit, a la zona natural de les Guilleries/ Collsacabra adscrit oficialment a la comarca d'Osona. Ambdós eren dins del terme del castell de Fàbregues i posteriorment del castell de Rupit, propietat inicial dels vescomtes d'Osona-Cardona.

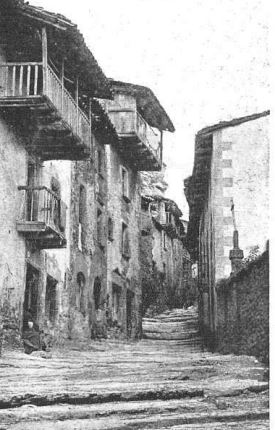
Any 1909

El nom de Rupit deriva del llatí Rupes, en referència a la gran roca on es recolza el castell, construït l'any 1000, origen de la vila i del nucli al voltant del qual aquesta va anar creixent. El moment de màxima esplendor de la vila fou entre els segles xvi i xviii. Les cases de pedra i els carrers estrets d'aquest període es conserven en l'actualitat. Els elements constructius més característics de la vila són: el carrer de Fossar, el carrer Barbacana on es troba la Casa de la Ferreria; el pont penjant i el medieval; l'església parroquial de Sant Miquel, erigida possiblement entre els segles xiii i xiv, coronada per la torre campanar, treballada en pedra entre els anys 1786 i 1789, i l'ermita de Santa Magdalena.